# Rodrigo Sánchez de Mercado
Rodrigo Sánchez de Mercado de Zuazola (Oñati, 1460/1470-Valladolid, 29 de gener de 1548) va ser un religiós basc, bisbe de Mallorca (1511-1530) i d'Àvila (1530-1548). Va ser un home influent a la cort castellana, i fou fundador també de la Universitat d'Oñati.
Hi ha una descripció seva de Marineo Sículo; diu que era un home de gran estatura, de rostre formós i blanc, i d'un excel·lent enginy. Sánchez de Mercado va ser un gran erudit, estudià dret civil i canònic a la Universitat d'Osca, on es doctorà i fou col·legial major i catedràtic. Més tard, estudià al Col·legi Major de San Bartolomé de la Universitat de Salamanca. En aquest sentit fou un home de ment preclara, amb una gran memòria, versat en lletres, dret, teologia, cosmografia, filosofia i també un gran orador.
Gràcies als seus coneixements ràpidament va ascendir des de la seva posició com a beneficiat i rector de la parròquia de Sant Miquel d'Oñati, tant dintre de l'Església com també en el terreny polític. El 1948 es trasllada a València on és inquisidor, i l'any següent esdevé doctor de la seva universitat. Com a inquisidor fou membre del Suprem Consell de la Inquisició a Castella i el prefecte general a la Corona d'Aragó. Allà, va reunir una gran fortuna fruit de les donacions dels Reis Catòlics a partir de béns confiscats als jueus. Altrament, fou també abat de les col·legiates de San Isidro, a Lleó, i de Santa Marta, a Astorga. El 1509 també fou canonge a la catedral de Zamora i prepòsit a la de València. El 1511 fou nomenat bisbe de Mallorca, en ésser traslladat el seu bisbe a Segòvia.
El bisbe fou un home de gran influència a la cort, i va rebre molts favors i càrrecs, tant de caràcter eclesiàstic com públics. L'emperador Carles V el va nomenar president de la Reial Cancelleria de Granada, i també el feu el seu conseller. El 1520 fou assessor del virrei de Navarra, Antonio Manrique de Lara. El 1530 és promogut al bisbat d'Àvila. Gran admirador del cardenal Francisco Jiménez de Cisneros, va emular-lo creant la Universitat d'Oñati. Obtingué el permís de fundar el Col·legi Major de l'Esperit Sant i la seva universitat per butlla del papa Pau III. El bisbe va córrer amb les despeses, i feu donació de les rendes i béns necessàries per al seu manteniment i, finalment, el 6 de gener de 1542 va fer donació del seus béns a la universitat.
Va fundar també el claustre i la capella de la pietat de la seva antiga església de Sant Miquel a Oñati. Sánchez de Mercado va morir a Valladolid el 29 de gener de 1548, sent enterrat a la capella que ell havia fundat, i on s'havia fet construir un mausoleu.